# Martin Seifert (General)
Martin Seifert (* 11. April 1921; † 2007) war ein deutscher Brigadegeneral der Bundeswehr.

## Leben
Seifert war Offizier der Heeresflugabwehrtruppe der Bundeswehr. Er durchlief in den 1960er Jahren den Generalstabslehrgang an der Führungsakademie der Bundeswehr in Hamburg und wurde später u. a. als G1 des I. Korps in Münster verwendet. Von 1972 bis 1978 war er Kommandeur der Schule der Bundeswehr für Innere Führung in Koblenz. Zuletzt war er im Streitkräfteamt in Bonn tätig. 1979 trat er als Brigadegeneral in den Ruhestand.